# Mittelbünden
Mittelbünden är en region i de centrala delarna av den schweiziska kantonen Graubünden. Regionen omfattar 694,56 km², och består av de tre underregionerna Albula, Surses och Lenzerheide. Den omfattar de 22 kommunerna:
- Albula/Alvra
- Bergün
- Bivio
- Cunter
- Filisur
- Lantsch/Lenz
- Marmorera
- Mulegns
- Riom-Parsonz
- Salouf
- Savognin
- Schmitten
- Sur
- Tinizong-Rona
- Vaz/Obervaz